# EuroVelo 8
L’EuroVelo 8 (EV 8), detta anche la strada del Mediterraneo, è una pista ciclabile parte della rete del programma europeo EuroVelo. Lunga 7.600 chilometri, unisce Cadice in Spagna a Limassol a Cipro, passando successivamente attraverso 12 paesi: Spagna, Francia, Principato di Monaco, Italia, Slovenia, Croazia, Bosnia-Erzegovina, Montenegro, Albania, Grecia, Turchia e Cipro.